# Oji Paper
Oji Paper Company, Ltd. (яп. 王子製紙株式会社 О:дзи сэйси кабусики-гайся) — японский производитель бумажной продукции. По состоянию на 2012 год являлась 3-й в мире компанией целлюлозно-бумажной отрасли по объёмам продаж.

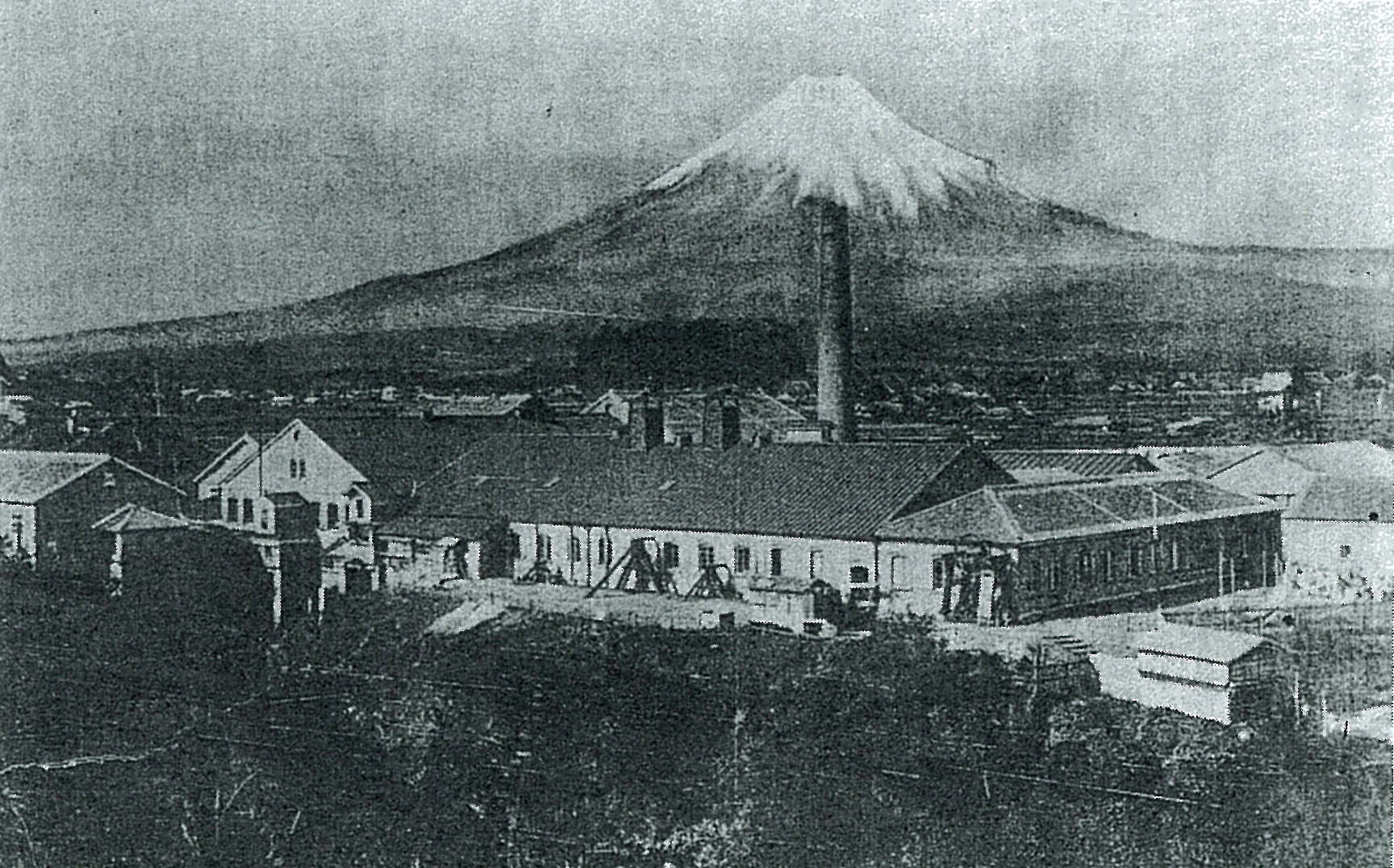
Бумажная фабрика в 1890-е годы.

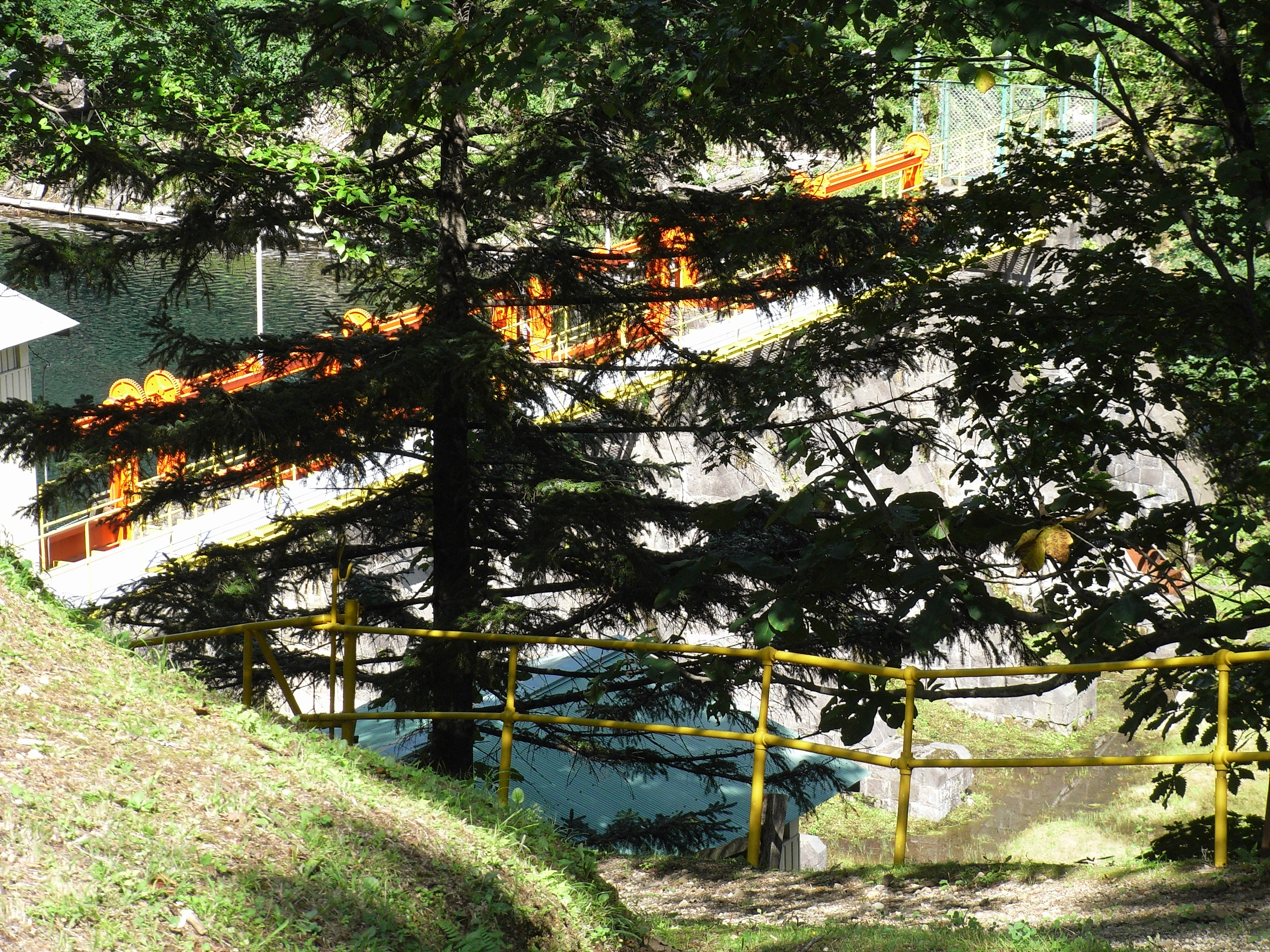
Плотина Титосэ, которая является водозаборным сооружением электростанции Титосэ.

Oji Paper производит писчую и упаковочную бумагу, а также контейнеры, сделанные из бумаги, химические вещества, используемые в производстве бумаги. Компания имеет 86 производственных площадок в Японии, а также филиалы в Австралии, Канаде, Китае, Германии, Бразилии, Индии и большинстве стран юго-восточной Азии).

## История
Oji Paper Company была основана 12 февраля 1873 года; она стала первым частным производителем бумаги, а также первой начала использовать западную технологию производства бумаги. Финансирование компания получала от правительства и от двух дзайбацу (денежных кланов), Мицуи и Симада. Первые производственные площадки с оборудованием британского производства были созданы в 1875 году в пригороде Токио и в 1889 году в Сидзуоке. Первые десятилетия XX века стали периодом бурного роста Oji Paper, как и японской экономики в целом. В 1933 году, Oji Paper производила 80 % бумажной продукции Японии и была одним из крупнейших работодателей страны. В это время главой Oji Paper дзайбацу Мицуи назначил Гиндзиро Фудзивару, во время Второй мировой войны занимавший также значительные посты в правительстве.
После Второй мировой войны в целях предотвращения монопольной деятельности оккупационные власти разделили компанию на 3 части: Tomakomai Paper (впоследствии взявшее название Oji Paper себе), Jujo Paper и Honshu Paper. Процесс разделения был завершен в 1949 году. Лишившись после войны доступа к лесам Маньчжурии и Кореи, Oji Paper в 1953 году создала Alaska Pulp Company для освоения лесов Аляски. В 1971 году компания построила завод по производству древесной массы в Новой Зеландии, а в 1972 году - в Бразилии. В 1970-х и 1980-х компания начала диверсификацию продукции, производя фотобумагу, термобумагу, санитарную продукцию. С 1989 года компания начала производство одноразовых подгузников. В 1990 году совместное предприятие Oji Paper и канадской компании Canfor Corporation начало производство бумаги в Ванкувере.
Кризис перепроизводства бумаги в Японии в начале 1990-х вынудил производителей к объединению. В 1993 году Oji Paper объединилась с Kanzaki Paper, став New Oji Paper. В 1996 году New Oji Paper и Honshu Paper объединились в Oji Paper.

## Руководство
- Киётака Синдо (Kiyotaka Shindo) — председатель правления с 1 апреля 2015 года, в компании с 1975 года.
- Сусуму Ядзима (Susumu Yajima) — президент с 1 апреля 2015 года, в компании с 1975 года[7].

## Деятельность
Основные подразделения компании:
- Household and Industrial Materials Business — картонные коробки, гофрированная бумага, упаковочная бумага, бумажные полотенца, туалетная бумага, одноразовые подгузники;
- Functional Materials Business — особые виды бумаги, термобумага, наклейки, плёнки и скотч; оборот в 2015 году составил ¥211 млрд.
- Forest Resources and Environment Marketing Business — сведение леса, лесопосадки, производство целлюлозы (древесной массы), энергетика; оборот в 2015 году составил ¥267 млрд.
- Printing and Communications Media Business — производство и продажа бумаги для печати книг, журналов, газет и так далее; оборот в 2015 году составил ¥309 млрд.
- Others — различные неосновные направления деятельности, включающие издательское дело, производство пластмассовой тары, строительство, операции с недвижимостью, логистику, гостиницу Grand Hotel New Oji в городе Томакомай.

Oji Holdings Corporation представляет собой холдинговую компанию, объединяющую более 270 дочерних компаний и более 70 ассоциированных компаний.
Около половины сотрудников компании работают в Японии (16 845 из 33 605), в остальной Азии — 8688, в Южной Америке — 5491, в Океании — 2014, в Европе — 308, в Северной Америке — 259.
Компании принадлежит 190 тысяч гектаров леса в Японии и 280 тысяч гектаров в других странах — около половины от этого в Бразилии, а также в Новой Зеландии, Австралии, Индонезии, Лаосе, Вьетнаме, Камбодже и Китае.

## Акционеры
У компании более 67 тысяч акционеров, крупнейшие из них:
- Japan Trustee Services Bank, Ltd. — 8,6 %;
- The Master Trust Bank of Japan, Ltd. — 6,3 %;
- Sumitomo Mitsui Banking Corporation — 3,2 %;
- Mizuho Bank Ltd — 3,2 %;
- Nippon Life Insurance Company — 2,6 %;
- Oji Group Employee Shareholding Association — 2,3 %;
- Japan Pulp and Paper Company Ltd — 1,8 %;
- The Norinchukin Bank — 1,7 %;
- Ms. Cheiko Fujisada — 1,5 %.